# Ramush Haradinaj
Ramush Haradinaj (født 3. juli 1968 i Glodjane i Decani-området i Kosovo, Jugoslavien (på albansk: Gllogjan i Deçan-området i Kosova)) er en tidliger kosovansk politiker.
Han boede frem til krigen i Kosovo i Lausanne, Schweiz.

## Krigen og straks derefter
Ramush Haradinaj – der gik under dæknavnet Smajl – spillede en stor rolle i kamp mod serberne i slutningen af 1990'erne. Han blev leder af UÇK i Dukagjin-området, der ligger nær Montenegro.
Efter afslutningen af krigen i 1999, blev han næstkommanderende i TMK efter at have været områdechef i Dukagjin-området en kort tid.
Der var på dette tidspunkt mange forlydender om, at Haradinaj var eller havde været involveret i smugling af benzin og tobak mellem Montenegro og Kosovo. Ramush Haradinaj har selv bestridt rygterne og sagt, at de stammer fra personer, han har påstået var involveret i sådanne aktiviteter.

## EtablererAlliancen for Kosovos Fremtid
I begyndelsen af marts 2000 tog Haradinaj initiativ til at danne et nyt politisk forbund, der fik navnet Alliancen for Kosovos Fremtid (på engelsk: Alliance for the Future of Kosovo), og han blev selv leder af det. Alliancen består af fire partier: The People's Movement for Kosovo (LPK), The National Movement for the Liberation of Kosovo (LKCK), The Albanian Unification Party (UNIKOMB) og The Parliamentary Party of Kosovo (PPK). Haradinaj har sagt, at han ønskede at imødegå dén politiske polarisering, der bestod mellem Ibrahim Rugovas LDK og Hashim Thaçis PPDK. Det politiske engagement førte til, at han trådte tilbage som næstkommanderende i TMK.

## Premierminister og  sigtelse for krigsforbrydelser
Efter valget i Kosovo i oktober 2004, indgik Haradinaj og hans parti en aftale med Ibrahim Rugovas parti, der betød, at Rugova fortsatte som præsident, og at Haradinaj blev premierminister, mens Hashim Thaçis parti måtte gå i opposition.
Fra serbisk side forlangte man, at Haradinaj straks skulle træde tilbage, og at Det internationale tribunal til pådømmelse af krigsforbrydelser i det tidligere Jugoslavien skulle sigte ham for krigsforbrydelser.
Anklageren ved tribunalet sigtede Haradinaj i 24. februar 2005, men næppe fordi dette blev forlangt fra serbisk side. Haradinaj nedlagde straks sin post som premierminister, meldte sig frivilligt i Haag og blev fængslet.
Haradinaj blev efterfulgt som premierminister af Bajram Kosumi fra samme parti.

## Midlertidig løsladelse
I juni 2005 besluttede Det internationale tribunal til pådømmelse af krigsforbrydelser i det tidligere Jugoslavien imidlertid at løslade ham, indtil sagen skulle for tribunalet. Haradinaj rejste derefter til Kosovo, hvor han har fået tilladelse til at opholde sig under forudsætning af, at han ikke involverer sig i politisk virksomhed.

## Brødrene
Også Ramush Haradinajs brødre har været aktive i UÇK. To brødre Shkelzen Haradinaj og Luan Haradinaj blev dræbt under krigen mod serberne. En ældre bror, Avni Haradinaj blev dræbt i februar 2000 af franske KFOR-styrker, hvilket sandsynligvis var en fejltagelse. En bror, Daut Haradinaj, er blevet fængslet i fire år af en domstol i Kosovo, og en yngre bror Enver Gashi blev – muligvis som led i en fejde – dræbt i april 2005, mens Ramush Haradinaj var fængslet i Haag. Ramush Haradinaj blev midlertidigt løsladt i 24 timer 17. april 2005 for at kunne deltage i  sin afdøde brors begravelse.